# E. Armand
Pour les articles homonymes, voir Armand et Ernest Armand.
E. Armand (et non Émile), né le 26 mars 1872 dans le 11e arrondissement de Paris et mort le 19 février 1962 à Rouen, est le pseudonyme de Lucien Ernest Juin, un militant libertaire individualiste, antimilitariste et défenseur acharné de la liberté sexuelle.
Animateur des revues L’En-dehors (1922-1939) et L'Unique (1945-1956), Armand est issu d’un milieu anticlérical, son père avait participé à la Commune de Paris. Après avoir milité à l’Armée du salut, il entre en contact vers 1896 avec le milieu communiste libertaire. Il collabore alors avec divers journaux anarchistes, dont Le Libertaire de Sébastien Faure. Dès 1900, il s’oriente de plus en plus vers l’individualisme, il fréquente entre autres les « causeries libertaires » de Libertad et Paraf-Javal. Il lance de nombreux journaux individualistes et il publie également de nombreux ouvrages, tant littéraires que théoriques. Il est certainement l’un des principaux théoriciens de l’anarchisme individualiste.

## Biographie
Fils de Bernard Lucien Juin, brossier, et d'Ursule Cyprienne Cornet, fleuriste, Lucien Ernest n'ira jamais à l'école, son père, ancien communard, et son frère se chargeront de son éducation, ainsi que les livres de la bibliothèque paternelle. Son autoformation l'amènera à particulièrement développer les langues. À la fin de sa vie, il maîtrisait l’anglais, l’allemand, le flamand, le hollandais, l’espagnol, le portugais, l’italien mais aussi l’esperanto, l’ido, l’interlingua et bien d’autres.
En 1889, le jeune Lucien commence à fréquenter les réunions de l'Armée du salut. C’est lors de l’une de ces réunions un après-midi du 13 octobre 1889, dans les locaux du 3 rue Auber, du neuvième arrondissement, qu’il « naît de nouveau ». Il commence à militer dans les rangs salutistes à partir de décembre 1889, et ce jusqu’à sa démission en décembre 1897, à 25 ans.
Le 16 septembre 1893, il se marie à Adèle Pauline Cantot dans le 19e arrondissement de Paris.
Son humanisme chrétien se transforme progressivement en anarchisme chrétien à la suite de lectures telles que Les Temps nouveaux de Jean Grave. Vers fin 1897, il écrit quelques articles pour Le Libertaire de Sébastien Faure sous les pseudonymes de Frank, de Junius ou des deux réunis.
Après son divorce, le 30 octobre 1905, E. Armand devient le compagnon de Marie Kugel.
Au printemps 1901, il fonde la Solidarité populaire de Plaisance à Paris dont il occupe la direction. C’est en parallèle qu’il lance avec Marie Kugel le périodique L’Ère nouvelle. Autour de lui, l’entourent des camarades protestants ou baptistes, originaires de « milieu populaire ou de la couche inférieure de la classe moyenne. Le premier numéro sort en avril 1901. À l'époque, Marie Kugel est sa compagne (morte en 1906).
Il s'inspire en grande partie de Tolstoï et de Tucker et aussi de Walt Whitman et Emerson. Il a déjà des idées divergentes sur les sujets de la violence et de l'illégalité. Enfin, ces idées ont aussi été modulées par les écrits de Nietzsche et Max Stirner. Sa mentalité se basait sur le fait que les milieux anarchistes pouvaient voler, contrefaire ou être proxénètes et que cela se justifiait. Sans pour autant accéder à ces milieux, il considérait ces actes comme non-condamnables.
À partir d’octobre 1902, alors en profonde évolution personnelle, intellectuelle et religieuse, Armand rejoint les Causeries populaires fondées en octobre de cette même année dans un local rue du Chevalier-de-La-Barre à Montmartre, par Paraf-Javal et Joseph Albert, plus connu sous le pseudonyme de Libertad, militant virulent de l’anarchisme individualiste. La même année, il participe à la fondation de la Ligue antimilitariste. Ayant d'abord évolué vers un communisme libertaire, il s'engage rapidement et définitivement dans l'anarchisme individualiste et il devient athée. 
Le 18 mai 1907, il se marie à Félicienne Mélina Fridoline Germond (1884-1953) à Boulogne-Billancourt et dont il divorce, le 7 février 1910.
Arrêté le 6 août 1907, il est condamné à cinq ans de prison à Orléans, le 9 mai 1908, pour complicité d’émission de fausse monnaie. En 1911, il signe le Petit Manuel anarchiste individualiste et, le 4 mai 1911 à Orléans, il épouse civilement Denise Alphonsine Rougeault (1882-1962), institutrice de la région Orléanaise qui l'aide financièrement. À sa sortie de prison, il prend les rênes de l'anarchie à la suite de l'arrestation de Rirette Maîtrejean, continuant de faire vivre l'œuvre de Libertad.
En 1912, il fonde la revue Les Réfractaires, dans laquelle il diffuse les textes de Stirner, Tolstoï ou Thoreau.
Vers 1912, il s'est mis à décourager la violence dans ses écrits. Ses publications se veulent révolutionnaires en encourageant les anarchistes à vivre dans le présent et à ne pas attendre pour obtenir ce que le futur leur réserve.
À partir de 1922, il reprend L’En-dehors qu'il fera paraître pendant dix-sept ans.
Toute sa vie, il publie de nombreux articles, brochures et journaux. Ses livres les plus connus sont L'Initiation individualiste anarchiste qu'il publie en 1923, et La Révolution sexuelle et la camaraderie amoureuse publié en 1934. Il collabore à l'Encyclopédie anarchiste initiée par Sébastien Faure, pour dix-huit articles.
Bon orateur, il donne également un très grand nombre de conférences, dans toute la France, sur le christianisme libertaire, les colonies libertaires, l’idéal communiste libertaire, l'antimilitarisme, la liberté sexuelle, etc.

## Arrestations
L’action militante d’E. Armand durant quelque soixante-dix ans entraîne pour son auteur d’assez nombreuses condamnations :
- arrêté le 6 août 1907, il est condamné une première fois à cinq ans de prison, le 9 mai 1908, pour complicité d’émission de fausse monnaie ;
- arrêté à Donnery le 16 octobre 1917 — une réforme temporaire avait été transformée en réforme définitive en 1915 —, il est condamné le 5 janvier 1918, à cinq ans de prison pour complicité de désertion (mis en liberté provisoire en avril 1922) ;
- arrêté le 27 janvier 1940, il est condamné le 16 avril suivant à trois mois de prison ;
- enfin, il est interné dans différents camps d'indésirables durant seize mois au total : du 16 mai 1940 au 3 septembre 1941[13].

## L'amour libre

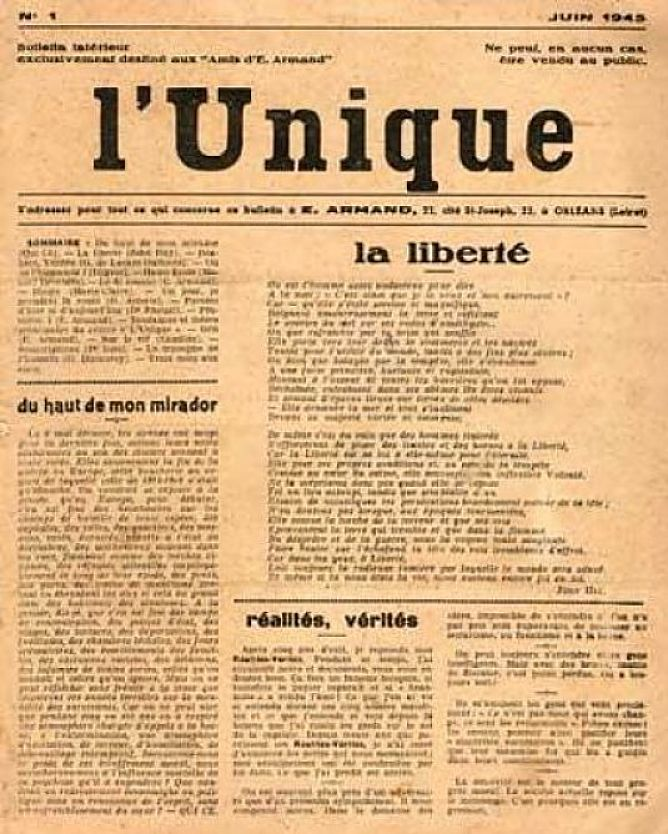
L'Unique, no 1, juin 1945.

E. Armand défend le naturisme et le polyamour et invente la notion de « camaraderie amoureuse »,.
Il écrit de nombreux articles sur le sujet, comme De la liberté sexuelle en 1907, où il défend non seulement l'idée d'amour libre, mais aussi celle de partenaires multiples, qu'il appelle « amour plural » : « Par liberté de l’amour, amour libre, amour en liberté, liberté sexuelle, j’entends l’entière possibilité pour une ou un camarade, d’en aimer un, une, plusieurs autres simultanément (synchroniquement), selon que l’y pousse ou l’y incite son déterminisme particulier ». Ces propos ne sont pas alors très éloignés de ceux des partisans de l'amour libre. Ce n’est qu’après avoir fondé L’En-dehors en 1922 qu’il va progressivement développer une conception de la sexualité libertaire de plus en plus originale, le « sexualisme révolutionnaire ».
Pour lui, il n'y a rien de répréhensible à faire l'amour, même si l'un des partenaires n'a pas de sentiments très marqués pour l'autre : « [La] thèse de la camaraderie amoureuse, comporte un libre contrat d'association (résiliable selon préavis ou non, après entente préalable) conclu entre des individualistes anarchistes de sexe différent, possédant les notions d'hygiène sexuelle nécessaires, dont le but est d'assurer les co-contractants contre certains aléas de l'expérience amoureuse, entre autres: le refus, la rupture, la jalousie, l'exclusivisme, le propriétarisme, l'unicité, la coquetterie, le
caprice, l'indifférence, le flirt, le tant pis pour toi, le recours à la prostitution ».
Armand publie Le Combat contre la jalousie et le sexualisme révolutionnaire (1926), suivi de Ce que nous entendons par liberté de l'amour (1928), La Camaraderie amoureuse ou « chiennerie sexuelle » (1930), et finalement, La Révolution sexuelle et la camaraderie amoureuse (1934), un livre de presque 350 pages reprenant la plupart de ses écrits sur la sexualité.
Dans un texte de 1937, il mentionne clairement parmi les objectifs des individualistes libertaires, la constitution d'associations volontaires aux fins purement sexuelles pouvant regrouper selon les tempéraments des hétérosexuels, des homosexuels, des bi-sexuels ou des « unions mixtes ». Il prend également position en faveur du droit des individus à changer de sexe, et proclame hautement sa volonté de réhabiliter les plaisirs défendus, les caresses non conformistes (lui-même aurait eu des préférences pour le voyeurisme) ainsi que la sodomie. Cela le conduit à accorder de plus en plus de place à ce qu'il appelle les « non conformistes sexuels », en excluant toutefois la violence physique. Pour Armand, la « recherche voluptueuse » dans le domaine des relations sexuelles ne peut être considérée comme légitime qu'à condition que les résultats de ces pratiques ne privent pas celui qui les prodigue – comme celui qui les reçoit - de son « auto-contrôle » ou n'entament « sa personnalité ».
Son militantisme implique aussi de traduire des textes d'auteurs comme Alexandra Kollontai et Wilhelm Reich, comme de s'investir dans des associations en faveur de l'amour libre qui mettent en pratique la « camaraderie amoureuse » grâce à des expériences sexuelles réelles.
Armand finit par acquérir dans les cercles libertaires une telle renommée sur ce sujet que la jeune militante argentine América Scarfó lui envoie une lettre pour lui demander conseil sur sa relation avec Severino Di Giovanni (qui est déjà marié au début de leur relation). La lettre est publiée dans L’En-dehors du 20 janvier 1929 sous le titre Une expérience, avec la réponse d'Armand : « Camarade, mon opinion n'a que peu d'importance dans cette question que vous m'envoyez sur ce que vous faites. Êtes-vous ou n'êtes-vous pas intimement en accord avec votre conception personnelle d'une vie d'anarchiste ? Si oui, alors ne faites pas attention aux commentaires et insultes des autres et poursuivez sur votre propre voie. Personne n'a le droit de juger votre conduite, même s'il s'avérait que la femme de votre ami ne voie pas ces relations d'un bon œil. Toute femme unie à un anarchiste (ou vice versa), sait très bien qu'elle ne doit pas exercer sur lui, ni attendre de lui, une quelconque domination ».

## Communautés libertaires

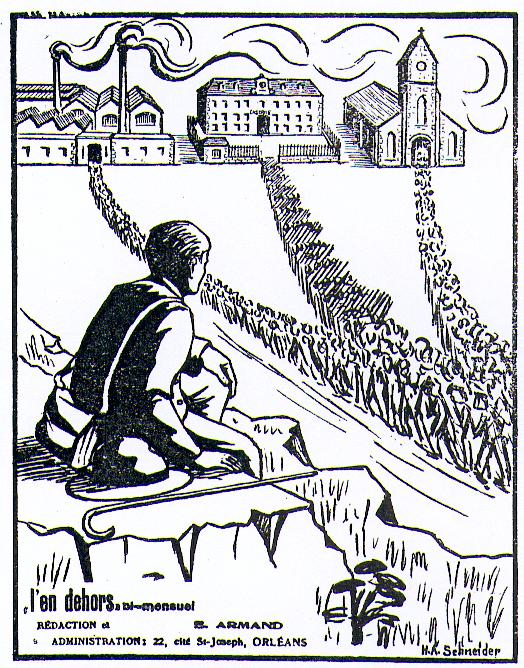
Une affiche de L’En-dehors, période E. Armand.

Pour Armand, l’être humain est l’origine, le fondement de l’humanité, et la société n’est que « le produit d’additions individuelles ». Aussi « l’unité humaine » ne doit-elle « jamais obligatoirement et à son insu se trouver dépossédée et sacrifiée au profit de l’ensemble social ». L’individu vivra isolé, en marge, ou s’associera, mais l’association sera volontaire. Dans ses écrits, Armand s’efforce de préciser ses conceptions à ce sujet et il porte grand intérêt aux milieux libres qui doivent permettre l’association sans aucune contrainte.
Dans L’En-dehors (335 numéros de 1922 à 1939), il se fait l’écho de toutes les tentatives de colonies libertaires et permet aux colons dispersés sur plusieurs continents de correspondre entre eux.

## À propos de la violence
Armand n’a jamais fait de la violence ou de la non-violence la pierre angulaire de son action. Néanmoins, à travers toute son œuvre écrite et sa longue vie militante, il a rejeté la violence comme impropre à l’évolution et l’émancipation de l’homme : « Je le demande encore, quelle fatalité a donc décrété que la violence, la haine ou la vengeance fussent l’unique tactique à employer pour amener l’avènement d’une société libertaire où les hommes pensant par eux-mêmes, l’expérimentation sociale, morale, philosophique serait rendue possible ; une société, en un mot, où l’on ne connaîtrait ni exploitation de l’homme par l’homme, ni autorité de l’homme sur l’homme ? La violence organisée a fait jusqu’ici que les hommes subissent l’autorité d’autrui. Le nombre grandissant de mentalités libertaires, l’éducation des individus, la révolte consciente et non-violente (c’est-à-dire sans haine, brutalité ou effusion de sang inutiles) contre tout ce qui tend à perpétuer ce régime autoritaire et exploiteur, la propagande par l’exemple, les actes d’initiatives collectifs en matière économique finiront par détruire l’édifice social érigé par l’autorité et la violence. »

« Nous sommes contre l'emploi de la violence, l'usage de la brutalité, la suppression physique de l'individu, contre les représailles et la peine de mort. Nous sommes contre toutes les guerres - extérieures ou civiles - comme nous sommes contre l'emploi de toutes les armes. Nous regardons comme procédés abominables terrorisme et contre-terrorisme. »

— E. Armand, Les Entretiens avec monsieur Zèbre, 1956, cité par Anarchisme et non-violence, n° 8, avril 1967, p. 32

## Commentaire
Selon le politologue Serge Audier, pour ce fils de communard, l’anarchisme individualiste se définit comme « La négation, le rejet, la haine de la domination et de l’exploitation ; l’absence de l’obligation, de la sanction et de l’empiétement dans tous les domaines ; l’abolition de la contrainte grégaire sur l’initiative et l’impulsion individuelles ». Anticapitaliste, Armand est non moins anticommuniste et hostile au socialisme : pour lui, l’oppression de l’individu perdurerait si un État ou une communauté socialiste détenait les instruments de production et le capital. Ses autres combats sont l’athéisme et « l’amour libre » qui valorise le libre choix : « À la "dépendance sexuelle", c’est-à-dire à la conception dominante qui veut que la femme soit le plus souvent une chair à plaisir, l’individualiste oppose la “liberté sexuelle”, autrement dit la faculté, pour les individus de l’un et l’autre sexe, de disposer à leur gré de leur vie sexuelle ». Du respect des libertés naîtra une nouvelle humanité « polydynamique, polymorphique, multilatérale », individualiste et pluraliste.

## Œuvres

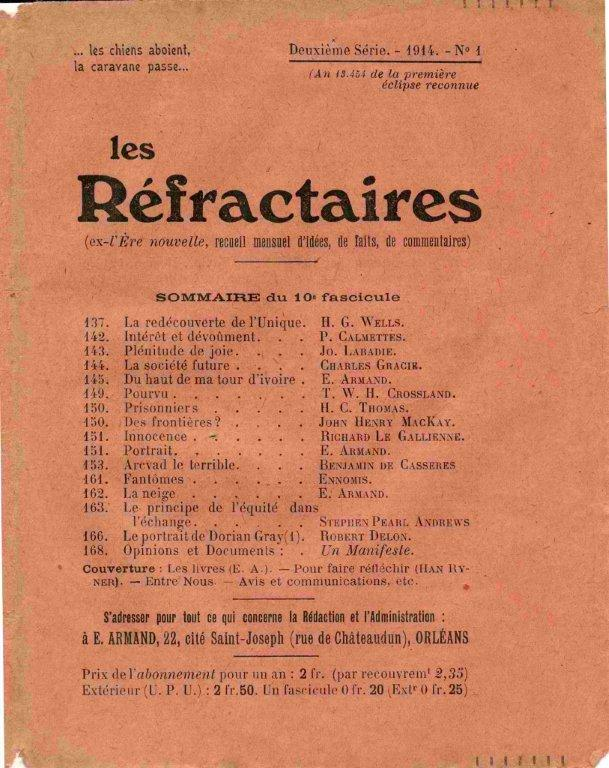
Couverture de Les Réfractaires, Deuxième série, no 1, janvier 1914

- Émile Zola, Le Triomphe de la vérité : justifications des allégations contenues dans "J'accuse" par le débats de la Cour de Cassation, 1899 (seul œuvre signée sans pseudonyme)
- L’Idéal libertaire et sa réalisation, 1904.
- Notes et réflexions pour servir à la rédaction d'une autobiographie, aux bureaux de L'Ère nouvelle, 1904
- Le Refus de service militaire et sa véritable signification, rapport présenté au congrès antimilitariste international d'Amsterdam, 1904.
- Les Tentatives de communisme pratique [« La crise sociale. Le communisme libertaire. Les tentatives de communisme pratique, 1904.
- Le Problème humain et la solution libertaire, 1905.
- La Propagande vraie, 1905.
- De la liberté sexuelle, 1907.
- Mon athéisme, 1908.
- Qu'est-ce qu'un anarchiste ?, Paris, Éditions du groupe de propagande par la Brochure, 1924, 22 p [lire en ligne].
- Le Malthusianisme, le néo-malthusianisme et le point de vue individualiste, 1910.
- La Procréation volontaire au point de vue individualiste, 1910.
- Est-ce cela que vous appelez « vivre ? », 1910.
- Les Ouvriers, les syndicats et les anarchistes, 1910.
- Mon point de vue de « l’anarchisme individualiste », 1911.
- Petit Manuel Anarchiste individualiste, 1911 [lire en ligne].
- La Vie comme expérience, 1916 [lire en ligne].
- À vous les humbles, 1917.
- Les Besoins factices, les stimulants et les individualistes, 1917.
- Le Plus Grand Danger de l’après-guerre, 1917.
- Lettre ouverte aux travailleurs des champs, 1919.
- Où il est question de l’illégalisme anarchiste…, 1922.
- Sous les verrous (poèmes), 1922.
- La Valeur et les conséquences de son abolition, 1922
- L’Illégalisme anarchiste. Le mécanisme judiciaire et le point de vue individualiste, 1923.
- L’Illégaliste anarchiste est-il notre camarade ?, 1923 [lire en ligne].
- L’Initiation individualiste anarchiste, 1923, Éditions La Lenteur, Le Ravin bleu, 2015, 352 p[19].
- Entretien sur la liberté de l’amour, 1924.
- À l'encontre du bon sens. Thèse en un acte, 1924.
- L’ABC de « nos » revendications individualistes anarchistes, 1924 [lire en ligne].
- Ainsi chantait un « en dehors », 1925.
- Liberté sexuelle, 1925.
- Amour libre et liberté sexuelle, 1925.
- Fleurs de solitude et points de repère. Idéalisme et réalisme mêlés, 1926.
- Entretien sur la liberté de l’amour ; L’Amour protéiforme, 1927.
- Poèmes charnels et poésies sentimentales, 1927.
- Subversismes sexuels, 1927.
- La Liberté de l’amour, 1928.
- Les Loups dans la ville, pièce en 4 actes, 1929.
- La Camaraderie amoureuse, 1930.
- L’Éternel problème ; Entretien à trois personnages ; Les Imposteurs, 1930.
- La Jalousie, 1930.
- La Limitation raisonnée des naissances et le point de vue individualiste, 1930.
- Milieux de vie en commun et colonies, 1931, Éditions de l'En-Dehors, [lire en ligne].
- Monoandrie, monogamie, le couple, 1931.
- Libertinage et prostitution. L'influence du fait sexuel sur la vie politique et sociale de l'homme, 1931.
- Le Naturisme individualiste, 1931
- Peut-on encore croire en Dieu ? Peut-on encore croire en quelque chose ?, 1931.
- Profils de précurseurs et figures de rêve, 1931.
- Ce que veulent les individualistes, 1932.
- Les Précurseurs de l’anarchisme, 1933.
- La Prostitution et ses multiples aspects, 1933.
- La Réciprocité, 1933.
- La Révolution sexuelle et la camaraderie amoureuse, 1934, Éditions Zones, 2009, 189 p.
- Le Stirnerisme, 1934.
- Ce que nous entendons par « liberté de l’amour », 1934
- L’Émancipation sexuelle, l’amour en camaraderie et les mouvements d’avant-garde, 1934.
- Les tueries passionnelles et le tartufisme sexuel, Paris, Éditions de l'action libre, 1934 [lire en ligne].
- Mes amis ? Nouvelle Lettre aux membres de nos associations, 1934
- Les Individualistes et le fait économique : la propriété, le travail, la valeur, les conséquences de son abolition, 1935
- En marge du vice et de la vertu, 1937.
- Notre individualisme, ses revendications et ses thèses par demandes et par réponse, 1937.
- Exosthène en exil, 1942
- Alors que la Bête régnait, 1946
- Au gré des jours, 1947
- Un utopiste du temps de Cromwell : Winstanley le piocheur, 1956.
- À l'écart des impostures sociales, 1958
- Guerre à la guerre, 1958.
- Actualité de Tolstoï, 1961.

### Journaux
- L'Ère nouvelle (1901-1911), qui devint ensuite
- Hors du troupeau (1911), puis
- Les Réfractaires (1912-1914).
- Pendant la Mêlée (1915-1916)
- Par-delà la Mêlée (1916-1918)
- L'En-dehors (1922-1939) sur le portail de La contemporaine.
- L'Unique (1945-1956)

### Contributions
- En Avant ! (Armée du Salut)
- Cri de Guerre, Kriegsruf
- Jeune Soldat, Junger Soldat
- Le Libertaire, de Sébastien Faure
- L’anarchie
- L'Universel
- La Misère
- Le Cri de Révolte
- Et bien d’autres encore, selon le Catalogue général des éditions et collections anarchistes francophones, le Cgécaf, Armand a contribué à au moins 69 revues anarchistes francophones.

### Encyclopédie anarchiste
Nombreux articles dans l'Encyclopédie anarchiste, fondée par Sébastien Faure, 1925-1934 dont :
- Amour, Amour en liberté, camaraderie amoureuse, texte intégral.
- Anarchie, anarchisme, individualisme anarchiste, texte intégral.
- Anarchisme chrétien, christianisme libertaire, texte intégral.
- Camaraderie, texte intégral.
- Contrat anarchiste (Le), texte intégral.
- Débrouillage, texte intégral.
- Désolidariser, texte intégral.
- Illégalisme, texte intégral.
- Insoumis, insoumission, texte intégral.
- Inversion sexuelle (Homosexualité, Uranisme), texte intégral.
- Irrégulier (l') (et l'Anarchiste), texte intégral.
- Jalousie sexuelle, texte intégral.
- Kabbale (de l'hébreu kabbalah, réception, tradition), texte intégral.
- Libre examen, texte intégral.
- Mal, texte intégral.
- Malthusianisme, Néomalthusianisme, texte intégral.
- Manichéisme, texte intégral.
- Mariage, texte intégral.
- Le Nudisme révolutionnaire, 1934, [lire en ligne].
- Le Stirnerisme, 1934, [lire en ligne].

### Préface
- Max Stirner, L'Unique et sa propriété, trad. d'Henri Lavignes, Éditions Slim, 1948, texte intégral.

## Citations
- « Ce qui importe, c'est de défendre l'individu contre “l'Homme”, l'indécrottable suiveur, l'incurable superficiel, l'éternel grégaire. » (L'Unique, no 34, novembre 1948)

- « Chaque homme ou femme disposant de sa vie sexuelle, et ce sans restrictions ni réserves, il ne peut y exister théoriquement de jalousie. Pratiquement, cependant, l'absence de jalousie ne se réalise qu'à condition que l'atmosphère éthique qui baigne ce milieu soit révolutionnaire, quant à la conception de la liberté de l'amour. » (La révolution sexuelle et la camaraderie amoureuse, 1934)

- « La camaraderie qui n'inclut pas les manifestations amoureuses est une camaraderie tronquée. L'hospitalité d'où est absente le sexualisme est mutilée. » (Lettre à A. Colomer, 1925)
- « La vérité, c’est que mon être tout entier se révolte contre tout ce qui tend à enserrer l’esprit ou le cœur dans une formule collective : formule philosophique, morale ou économique ; c’est que j’ai horreur des solutions tout indiquées d’avance » (source en cours)

## Notices
- Dictionnaire des anarchistes, « Le Maitron » :  notice biographique.
- Dictionnaire biographique, mouvement ouvrier, mouvement social : notice biographique.
- L'Éphéméride anarchiste : notice biographique.
- Dictionnaire international des militants anarchistes : notice biographique.
- (es) Juan Manuel Roca et Iván Darío Álvarez Escobar, Diccionario anarquista de emergencia, Bogota, Norma Editorial, 2008,, 276 p. (ISBN 978-958-45-0772-3, lire en ligne), p. 181.

## Archives
- Inventaire du fonds d'archives d'Émile Armand conservé à La contemporaine.